# Rumex griffithii
Rumex griffithii är en slideväxtart som beskrevs av K. H. Rechinger. Rumex griffithii ingår i släktet skräppor, och familjen slideväxter. Inga underarter finns listade i Catalogue of Life.